# Vermectias caudiculata
Vermectias caudiculata är en kräftdjursart som beskrevs av Sivertsen och Lipke Bijdeley Holthuis 1980. Vermectias caudiculata ingår i släktet Vermectias och familjen Vermectiadidae. Inga underarter finns listade i Catalogue of Life.